# DisneyMania 2
DisneyMania 2 is het tweede deel van de uit negen delen bestaande DisneyMania-cd-serie uitgegeven door Walt Disney Records. Deze cd bleek een succes te zijn toen hij in november 2005 een RIAA-certificatie kreeg.

## Liedjes
1. Jump5 - Welcome (Brother Bear)
2. Raven-Symoné - True to Your Heart (Mulan)
3. Baha Men - It's A Small World (It's a Small World)
4. The Beu Sisters - He's A Tramp (Lady en de Vagebond)
5. Stevie Brock - Zip-a-Dee-Doo-Dah (Song of the South)
6. Hilary Duff & Haylie Duff - The Siamese Cat Song (Lady en de Vagebond)
7. Disney Channel Circle of Stars - Circle of Life (De Leeuwenkoning)
8. LMNT - A Whole New World (Aladdin)
9. No Secrets - Once Upon (Another) Dream (Doornroosje)
10. The Beu Sisters - Anytime You Need a Friend (Paniek op de Prairie)
11. Jesse McCartney - The Second Star to the Right (Peter Pan)
12. Ashley Gearing - When You Wish Upon a Star (Pinokkio)
13. Daniel Bedingfield - A Dream Is a Wish Your Heart Makes (Doornroosje)
14. They Might Be Giants - Baroque Hoedown (Disney's Elektrische Parade)

## Positie in de Amerikaanse top 200
| Album         | Positie       | Positie           | Positie |
| Album         | Billboard 200 | Top Kinder Muziek |         |
| ------------- | ------------- | ----------------- | ------- |
| DisneyMania 2 | #29           | #1                |         |

## Video's
1. "True To Your Heart" - Raven
2. "Circle of Life" - Disney Channel Circle of Stars
3. "Anytime You Need a Friend" - The Beu Sisters
4. "Once Upon (Another) Dream" - No Secrets

Genummerde albums: DisneyMania 1 · DisneyMania 2 · DisneyMania 3 · DisneyMania 4 · DisneyMania 5 · DisneyMania 6
Andere albums: DisneyRemixMania · Princess DisneyMania